# Aurore (auteure)
Pour les articles homonymes, voir Aurore.
Aurore, de son nom complet Aurore Demilly, née le 15 mai 1975 au Mans, est une dessinatrice et coloriste française de bande dessinée.

## Biographie
Native du Mans, Aurore passe toute son enfance et sa scolarité à Nantes. Les mangas tiennent une place importante dans ses influences. 
C'est en parallèle de ses études supérieures en biologie appliquée qu'elle développe des compétences en dessin. De 1995 à 2000, elle s'occupe du fanzine MyCity (19 numéros), publiant BD et illustrations. En 2004 paraît le premier album de la série Pixie, sur un scénario de Mathieu Mariolle. D'après Planète BD, « Aurore livre un trait très expressif, fortement influencé par le style nippon ».
Après son diplôme en agronomie, c'est en autodidacte qu'elle entre dans le milieu du dessin animé et de l'illustration freelance puis elle décide de se consacrer à la bande dessinée.

## Publications

### Albums de bande dessinée
- Altor (couleurs)
Dessin : Bati. Scénario : Mœbius. Éditions Dargaud
  1.  Le Trou blanc (2003)
- Pixie (dessin et couleurs)
Série de 4 tomes. Scénario de Mathieu Mariolle. Éditions Delcourt
  1. Somnambulia[5] (2004)
  2. Sierra[6]  (2005)
  3. Tidia[7] (2006)
  4. Earis[8] (2007)
- Kookaburra Universe (dessin et couleurs)
Scénario de Mariolle. Éditions Soleil
  1.  Les Prêtresses d’Isis[9],[10] (2008)
- Elinor Jones (dessin et couleurs)
Série de 3 tomes. Scénario d'Algésiras. Éditions Soleil
  1. Le Bal d’hiver (2010)
  2. Le Bal de printemps (2011)
  3. Le Bal d’été (2012)
- Lady Liberty (dessin et couleurs)
Série de 3 tomes. Scénario de Jean-Luc Sala. Éditions Soleil
  1. Le Secret du roi (2014)
  2. Treize colonies (2016)
  3. Les fusils de Beaumarchais (2017)
- Harfang[11],[12], scénario, dessin et couleurs)
Webcomic. Éditions Delcourt (2014)
- Orgueil & Préjugés (scénario, dessin et couleurs)
 Série en 3 tomes. Editions Soleil. 
  1. Les cinq filles de Mrs Bennet (2019)
  2. Rosings Park (2021)
  3. Pemberley (2023)
- Les Légendaires Stories (dessin et couleurs)
 Co-scénario Patrick Sobral. Editions Delcourt
  1.  Shamira et les milices fantômes (2025)

### Albums de bande dessinée collectifs
- Spirit Captor (dessin et couleurs)

Histoire courte de 6 pages dans Sweety Sorcellerie (2009). Scénario d’Audrey Alwett. Éditions Soleil
- Luciole (dessin et couleurs)

Histoire courte de 5 pages dans Un Noël extraordinaire (2011). Scénario d'Algésiras. Éditions Delcourt

### Autres livres
- Aurore & Meo’s book : livret d'illustrations en collectif avec Meo (2006)
- Brigantine : livret d'illustrations et de crayonnés (2007)
- Pixie sketchbook : livret d'illustrations et de crayonnés en rapport avec la série Pixie (2008)
- Myst : livret d'illustrations et de crayonnés (2009)
- MyCity : livret d'illustrations et de crayonnés en rapport avec le fanzine MyCity (2010)
- Les 5 Portes : adaptation en bande dessinée d'un conte traditionnel coréen (2011)
- Norigae : livret d'illustrations et de crayonnés en rapport avec l'Asie (2012)

### Travaux d'illustration
- Affiches pour Japan Expo : depuis 2006